# Charlie Clouser
Charlie Clouser är en multiinstrumentalist och före detta medlem i Nine Inch Nails där han spelade trummor och keyboard.
Innan Nine Inch Nails var han medlem i det alternativa bandet Burning Retna tillsammans med L.A. Guns gitarrist Mick Cripps och Sean Beavan. Clouser var också medlem i bandet 9 Ways To Sunday som 1990 släppte ett självbetitlat album. 
Clouser har remixat artister som Deftones, White Zombie, Rob Zombie, Nine Inch Nails, Marilyn Manson, Rammstein, Prong, Killing Joke, Type O Negative, Zilch, Schwein, Collide, Real McCoy, 12 Rounds, Foetus, Del tha Funkee Homosapien, Deltron 3030, Meat Beat Manifesto, SplatterCell, David Bowie, Puff Daddy, Howard Stern, Everlast, Snake River Conspiracy, A Perfect Circle, Stellar, Vixtrola, Reach 454, FAT, Die Krupps, Apartment 26, Fuel, John Frusciante, Puscifer, Belinda Carlisle, Radiator, Alec Empire, Tino Corp., Esthero, och Black Light Burns.
Två låtar Clouser programmerat var nominerade till Grammy Awards 1997: White Zombie's "I'm Your Boogie Man" och Rob Zombie och Alice Cooper's "Hands of Death (Burn, Baby, Burn)," den sista som Clouser också var med och skrev.
Clouser har också jobbat som filmkompositör, han har skrivit Hello zepp för Saw-filmerna och bidragit med musik till Death Sentence (2007), Resident Evil: Extinction (2007), Dead Silence (2007), och Deepwater (2005) han har också skrivit ledmotivet till tv-serien Numb3rs. Even the theme song to American Horror Story anthology series is written by Cluser together with César Dāvila-Irizarry.